# Erebia abannulata
Erebia abannulata är en fjärilsart som beskrevs av Rowland-brown 1914. Erebia abannulata ingår i släktet Erebia och familjen praktfjärilar. Inga underarter finns listade i Catalogue of Life.